# Nuevo Zinacantán
Nuevo Zinacantán är en ort i Mexiko.   Den ligger i kommunen Teopisca och delstaten Chiapas, i den sydöstra delen av landet, 800 km öster om huvudstaden Mexico City. Nuevo Zinacantán ligger 2 183 meter över havet och antalet invånare är 584.
Terrängen runt Nuevo Zinacantán är kuperad åt nordost, men åt sydväst är den bergig. Runt Nuevo Zinacantán är det ganska tätbefolkat, med 104 invånare per kvadratkilometer. Närmaste större samhälle är San Cristóbal de las Casas, 19,1 km nordväst om Nuevo Zinacantán. I omgivningarna runt Nuevo Zinacantán växer huvudsakligen savannskog.